# Decapterus russelli
Decapterus russelli (Rüppell, 1830), comunemente noto come sugarotto  è un pesce osseo marino appartenente alla famiglia Carangidae.

## Descrizione
Come tutti i Decapterus D. russelli è abbastanza simile ai membri del genere Trachurus con cui condivide la forma generale del corpo slanciata e fusiforme. La parte anteriore della linea laterale porta delle scaglie normali mentre la posteriore ha delle squame allargate simili a quelle dei Trachurus (nei quali però sono presenti su tutta la linea laterale) dette scudetti o scutelli. La linea laterale forma una curva verso il basso all'altezza della seconda pinna dorsale. L'occhio è abbastanza grande, coperto da una palpebra adiposa trasparente che lascia scoperta solo la parte centrale dell'occhio. Bocca in posizione terminale. Le mascelle portano denti piccoli, più fitti nella parte anteriore. Il muso è lungo, più del diametro oculare. Le pinne dorsali sono due, separate da uno spazio, la prima con 9 raggi spiniformi e la seconda è invece breve. La pinna anale ha 3 raggi spinosi e per il resto è simile alla seconda dorsale. Due pinnule sono presenti sul peduncolo caudale, una al termine della seconda dorsale e una alla fine dell'anale. Le pinne pettorali hanno forma falcata e parte finale appuntita. La pinna caudale è biloba. Il colore è da verde bluastro a grigio metallico sul dorso e biancastro sul ventre. Sull'opercolo branchiale c'è una piccola macchia nera. Le pinne sono trasparenti tranne la parte superiore della seconda dorsale, la caudale e, nei maschi, le pinne ventrali.
La taglia massima nota è di 45 cm, la media di 30 cm. Il peso massimo conosciuto è di 110 g.

## Distribuzione e habitat
Diffuso in tutto l'Indo-Pacifico compreso il mar Rosso, a est fino al Giappone meridionale e all'Australia. È presente nel mar Mediterraneo orientale dove è penetrato attraverso il canale di Suez (migrazione lessepsiana). Nel Mediterraneo è comune lungo le coste del Libano e di Israele.
Non è strettamente pelagico come la maggioranza dei carangidi ma fa una vita più demersale stazionando a mezz'acqua o vicino al fondo. Vive da 40 a 275 metri di profondità ma generalmente non si trova sotto i 100 metri. Non si trova in acque basse eccetto che in alcune baie riparate.

## Biologia
Gregario, forma grandi banchi.

### Alimentazione
Si nutre soprattutto di zooplancton.

### Riproduzione
La maturità sessuale avviene ad una lunghezza di 12 cm circa e a un anno di età.

### Predatori
Questa specie è preda di Sarda orientalis.

## Pesca
Questa specie ha grande importanza per la pesca commerciale in tutto l'areale, specie in acque vicine alle coste. Si cattura con reti da circuizione e reti a strascico. I paesi che catturano le maggiori quantità sono Thailandia e Malaysia. Ha una certa importanza commerciale anche nei paesi mediterranei dove è comune.

## Conservazione
Sebbene questa specie sia sfruttata intensivamente dalla pesca pare che le popolazioni siano relativamente stabili.